# Kazimierz Seichter
Kazimierz Karol Seichter (ur. 22 lutego 1900 w Krakowie, zm. 13 grudnia 1971 tamże) – polski piłkarz, występujący na pozycji pomocnika, 3-krotny reprezentant Polski.

## Życiorys
Był członkiem Rady Seniorów SKS Cracovia. Odznaczony: Odznaką za pracę społeczną dla m. Krakowa, złotą odznaką KOZPN, zlotą odznaką PZPN, Odznaką 100-lecia Sportu Polskiego. Pochowany na cmentarzu Rakowickim w Krakowie (pas 46, rząd środkowy).

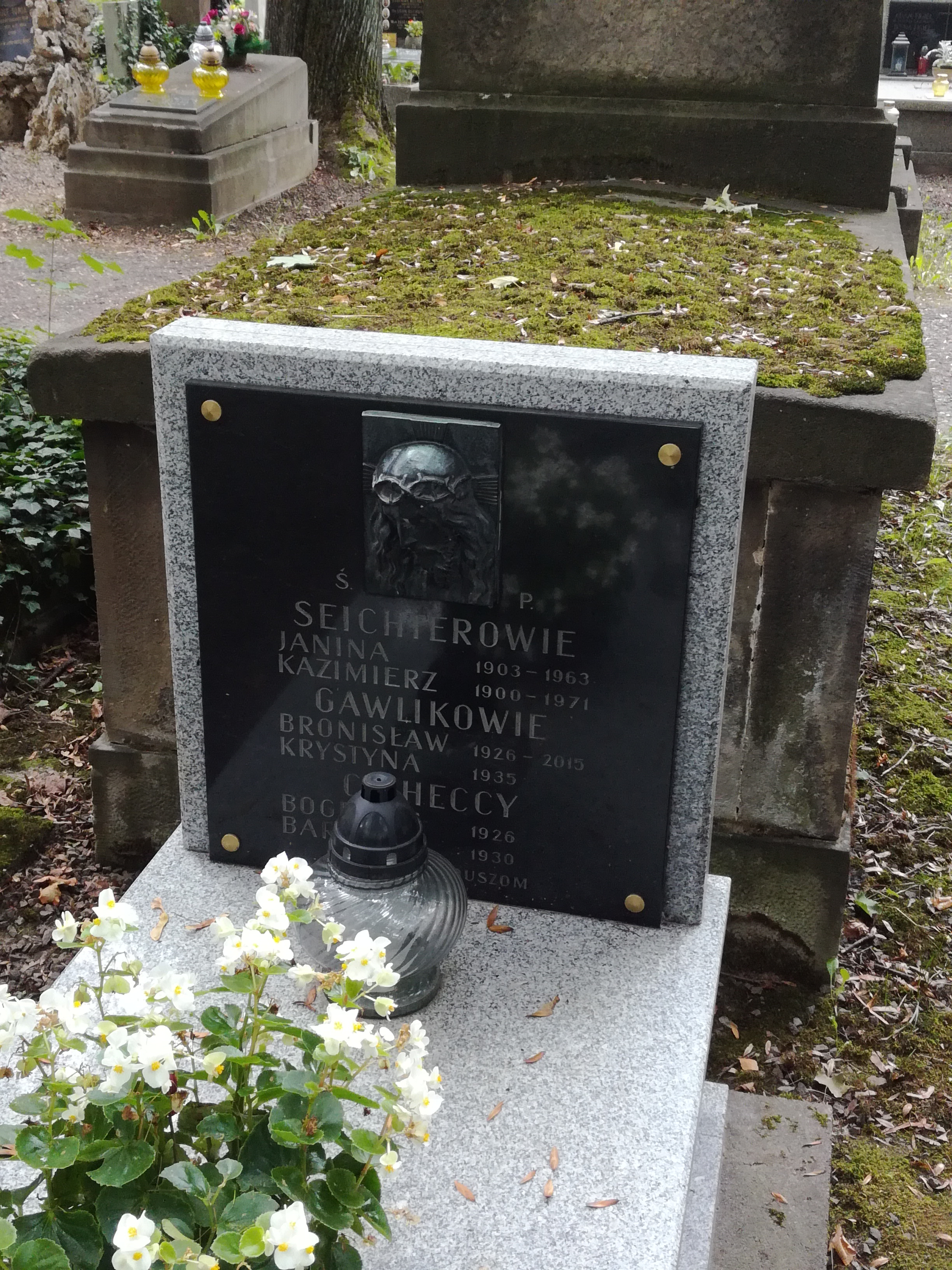
Grób Kazimierza Seichtera na cmentarzu Rakowickim

### Kariera klubowa
Jest wychowankiem Wawelu Kraków, w którym występował w latach 1919–1927. Następnie przeszedł do innego krakowskiego klubu - Cracovii, gdzie grał od 1927 do 1934 roku, rozgrywając 91 ligowych meczów. Tutaj też zakończył swoją karierę.

### Kariera reprezentacyjna
Seichter rozegrał 3 mecze w reprezentacji Polski, debiutując 30 sierpnia 1925 w spotkaniu z Finlandią, rozegranym w Helsinkach.